# 더 보링 컴퍼니
더 보링 컴퍼니(영어: The Boring Company, TBC)는 일론 머스크가 설립한 미국 기반 시설 및 터널 건설 서비스 회사이다.
더 보링 컴퍼니는 SpaceX의 자회사로 설립되었지만 2018년에 완전히 독립적인 별도의 회사가 되었다. 2018년 12월 기준으로 지분의 90%는 머스크가, 6%는 SpaceX가 소유하고 있다.